# Brasil em Quadrinhos
Brasil em Quadrinhos é um programa do Ministério das Relações Exteriores do Brasil (Itamaraty) e da Bienal de Quadrinhos de Curitiba que visa auxiliar na difusão e promoção das histórias em quadrinhos brasileiras no exterior.
Idealizado pelo diplomata brasileiro Igor Trabuco e iniciado em 2019, um dos projetos desenvolvidos pelo programa é o financiamento da participação de quadrinistas brasileiros em eventos internacionais, tais como o Festival de Angoulême, a Feira do Livro de Frankfurt e a Feira Internacional do Livro de Havana, entre diversos outros.
Outro projeto ligado ao programa é o Catálogo HQ Brasil, que reúne informações e imagens de 100 quadrinhos brasileiros lançados entre 2009 e 2019 e contou com a curadoria do jornalista Érico Assis. A primeira edição foi lançada em 2019 em Lisboa e foi distribuída para todos os Centros Culturais do Brasil no exterior e também para editoras estrangeiras e festivais especializados. Já foram lançadas edições em inglês, espanhol e francês.
Em 2023, o Programa Brasil em Quadrinhos ganhou o 35º Troféu HQ Mix na categoria de grande contribuição.